# 索科洛維齊亞
48°35′6″N 24°24′39″E / 48.58500°N 24.41083°E
索科洛維齊亞（烏克蘭語：Соколовиця），是烏克蘭的村落，位於該國西部伊萬諾-弗蘭科夫斯克州，由納德沃爾納亞區負責管轄，面積1.3平方公里，2001年人口55，人口密度每平方公里42.31人。